# Shelda Bede
Shelda Kelly Bruno Bede (ur. 1 stycznia 1973 w Fortalezie), brazylijska siatkarka plażowa. Dwukrotna wicemistrzyni olimpijska z 2000 i 2004 r. W obu turniejach jej partnerką była Adriana Behar.
Shelda Bede razem z Adrianą Behar dwukrotnie zdobyły złote medale mistrzostw Świata.
Występowała również w parze z Aną Paulą Henkel. W 2010 r. została uhonorowana członkostwem w Volleyball Hall of Fame.

## Sukcesy
- Mistrzostwa Świata:
  -  1999, 2001
  -  2003
  -  1997